# Palacio de los López
Il Palacio de los López è la sede del potere esecutivo del Paraguay. Al suo interno hanno sede gli uffici del Presidente della Repubblica del Paraguay nonché quelli del governo nazionale. È situato nel centro di Asunción, lungo le rive della baia del fiume Paraguay.
Nel maggio 2009 è stato proclamato Patrimonio Culturale Materiale di Asunción.

## Storia
Il palazzo fu voluto dal primo presidente paraguaiano Carlos Antonio López come residenza del figlio Francisco Solano López. Il disegno dell'edificio fu commissionato all'ingegnere ungherese Francisco Wisner de Morgenstern, mentre i lavori di costruzione, iniziati nel 1857, furono diretti dall'architetto britannico Alonso Taylor. Alcuni dei materiali impiegati durante la realizzazione dell'edificio, come il legname, i mattoni e le pietre, furono fatti arrivare da diverse province del Paraguay, mentre altri elementi, come ad esempio i marmi furono appositamente importati dall'Europa. Accanto ai costruttori locali furono contattati artisti dall'Italia, dalla Francia e dalla Gran Bretagna per la decorazione ed il completamento degli interni.
Nonostante lo scoppio della guerra della Guerra della triplice alleanza, nel 1867 il palazzo era praticamente completato e le stanze interne riccamente adornate ed arredate. Ciò nonostante il suo inquilino designato, Francisco Solano López non prenderà mai possesso della sua residenza dal momento che, con lo scoppio delle ostilità, vivrà sempre nelle zone di guerra accampato con le sue truppe. Nel 1869 l'edificio, in particolare la torretta, fu danneggiato da un bombardamento della flotta brasiliana.
Con la conquista ed il successivo saccheggio di Asunción da parte dell'esercito del Brasile, il Palazzo divenne dapprima bottino dei soldati di Dom Pedro II, e successivamente quartier generale delle forze d'occupazione. Durante gli anni del dopoguerra l'edificio visse la sua epoca più buia, con i corridoi trasformati in stalle per i cavalli delle truppe occupanti e le stanze adibite a bordelli. Nel 1876, con il ritiro dei militari brasiliani da Asunción il Palazzo ritornò in mani paraguaiane sebbene versasse in condizioni di totale abbandono.
Nel 1886 fu decretata la ricostruzione del Palazzo e la sua funzione di sede del potere esecutivo paraguaiano. Quattro anni dopo, durante la presidenza di Juan Gualberto González i lavori di restauro presero finalmente il via e, il 12 ottobre 1892, in occasione del quattrocentesimo anniversario della scoperta dell'America, l'edificio fu solennemente inaugurato. Il primo presidente paraguaiano a risiedervi fu Juan Bautista Egusquiza, a partire dal 1894.
Nel pomeriggio del 3 febbraio 1989 il Palacio de los López fu bombardato da un'unità della Marina paraguaiana nel corso del colpo di stato che rovesciò il dittatore Alfredo Stroessner. Tra il 2011 ed il 2012 l'edificio, che versava in condizioni precarie e che dalla sua inaugurazione non aveva mai subito interventi, fu sottoposto ad un restauro durato sette mesi che gli ha restituito il suo color rosa originario.